# Mark Manders
Mark Manders (* 1968 in Volkel) ist ein niederländischer Künstler.

## Wirken
Schwerpunkte seiner Arbeit sind Installationen, Skulpturen, Zeichnungen und Kurzfilme. Typisch für viele Arbeiten von Manders sind künstliche, imaginäre Räume, die er als Teile seines Selbstporträts bezeichnet. Ferner verwendet er Anordnungen von Objekten, zum Beispiel Armknochen, Zuckerstück, Tasse, tote Tiere, Schornsteine, Mauern, Tische, Stühle und stehlampenartige Gebilde. Bei verschiedenen Installationen fallen raue, grobe Ton-Menschen und Tier-Skulpturen auf.
Darüber hinaus veröffentlicht Mark Manders zusammen mit dem Grafikdesigner Roger Willems in Amsterdam Kunst-Schriften unter dem Namen: Roma Publications.
Seit 1986 arbeitet der Bildhauer Manders an seinem Werk aus Skulpturen und Zeichnungen, die er unter das Thema Self-Portrait as a Building stellt. So macht er den Versuch, sein gesamtes Werk, seine eigene Existenz und seine reale und imaginäre Biografie in Räumen und Installationen darzustellen und in vielen Variationen Geschichten, Gedankengebäude (mit Architektur-Plänen) zu erzählen, die dem Betrachter aber unterschiedliche Interpretationen ermöglichen.
Internationale Beachtung fand Mark Manders insbesondere 2001 auf der Biennale in Venedig, 2002 auf der Documenta11 in Kassel und 2008 auf der Carnegie International in Pittsburgh.
Er lebt in Ronse, Belgien und Arnhem, Niederlande.

## Ausstellungen
Mark Manders war an über 100 Gruppenausstellungen beteiligt, wie 1992 in Amsterdam und 1993 in Arnhem, in Deutschland, der Schweiz und Österreich: 1997 in Berlin, 1999 in Bonn und in Hann. Münden, 2002 Documenta11 in Kassel, 2004 München und Wien, 2005 in Düsseldorf, 2006 in Berlin und München, 2007 in Wiesbaden und Zürich, 2008 in der Kunsthalle zu Kiel sowie in Zürich und Basel.
Manders hatte 30 Einzelausstellungen, beginnend 1990 in Amsterdam, 1995 in Bern, 1998 in Baden-Baden, 1999 in Bern, 2003 München, 2007 im Kunstverein Hannover, 2009 im Kunsthaus Zürich.

## Werke in öffentlichen Sammlungen
Im April 2009 waren es 31 öffentliche Sammlungen, in denen er vertreten ist, unter anderem in Chicago (The Art Institute; Museum of Contemporary Art), New York (Museum of Modern Art), Pittsburgh (Carnegie Museum of Art), Toronto (Art Gallery of Ontario), Gent (S.M.A.R.), Antwerpen, Oostende, München (Pinakothek der Moderne; Sammlung Goetz), Bonn (Kunstmuseum), Stockholm, Santiago de Compostela, Dijon, Eindhoven, Arnhem, Amsterdam, Turin und Dublin.

## Preise
- 1992 Prix de Rome (Italien)
- 1992 Prix Nouvelles Images
- 1994 touche prijs, Kunststichting Touche (Niederlande)
- 1997 Fondazione Sandretto Re Rebaudengo per l’Arte (It.)
- 2000 Vordemberge-Gildewart Preis (Schweden)
- 2002 Philip-Morris-Kunstpreis
- 2010 A.H.-Heineken-Preis für Kunst

## Kataloge und andere Veröffentlichungen
Zu Manders Einzelausstellungen erschienen ca. 20 Kataloge. Mark Manders ist in Katalogen der Gruppenausstellungen vertreten, zuletzt 2007 der 1. Biennale Athen und vom Museum Wiesbaden, 2006 der 4. Berlin Biennale: Von Mäusen und Menschen.